# Saturnino Espín
Saturnino Espín Muñoz (n. 1952) es un fotógrafo español que ejerce en la Región de Murcia.
Nació en Madrid pero cuando tenía un año de edad su familia se trasladó a la Región de Murcia, durante su infancia y adolescencia estuvo viviendo en Espinardo, posteriormente en Murcia y finalmente en La Alberca. Su afición por la fotografía comenzó a los diez años cuando le regalaron una cámara fotográfica de la marca Nerasport, fabricada por Negra Industrial S.A. en los años sesenta, con la que realizaba fotografías de sus amigos. Con dieciséis años ganó su primer concurso y en 1969 ingresó en la Agrupación Fotográfica de Murcia donde combinando una formación autodidacta y la enseñanza de otros fotógrafos murcianos como Juan Orenes Gambín fue aprendiendo la técnica fotográfica, también comenzó a participar en diferentes certámenes y concursos obteniendo numerosos premios a lo largo de su carrera.
Su estilo fotográfico pronto destacó como un intento de renovación de la fotografía que se realizaba hasta ese momento en los salones de fotografía españoles. Su técnica más conocida era el fotomontaje que realizaba con película litográfica obteniendo imágenes con alto contraste, lo que unido al empleo de objetivos de tipo gran angular proporcionaba fotografías de gran fuerza expresiva.
La revista Nueva Lente lo incluyó entre los jóvenes fotógrafos españoles de la "quinta generación" junto a Joan Fontcuberta, Benito Román, José Rigol, Miguel Pascual y Pere Formiguera. La portada de su número de enero de 1973 que estaba dedicado al autorretrato era una fotografía que "Satur" envió a la convocatoria realizada por la revista, posteriormente publicó un portafolio en la misma.
En 1975 comenzó su actividad profesional en el campo de la fotografía científica, aunque continúo con su actividad creativa en su tiempo libre. En 1978 fue miembro fundador del "Colectivo Imágenes", junto a los fotógrafos murcianos José Hernández Pina, Ángel Fernández Saura, Juan José Ballester y Paco Salinas, en un intento de dar mayor relevancia a la fotografía artística en la Región de Murcia, aunque esta asociación sólo duró hasta 1982. 
Entre sus trabajos, realizados de modo paralelo a la participación en concursos, se encuentra una serie de fotografías que aparecieron en la contraportada del Diario de Murcia en 1982. Prosiguió con su actividad creativa hasta finales de los ochenta, cuando se produjo una pausa en la misma.
Tras la exposición de parte de su trabajo realizada en 2003 con el título "Fotografía en la Región de Murcia" y otras circunstancias, en 2004 retoma la actividad creativa y participa en diferentes eventos como los "Fotoencuentros" de 2006 y 2008. Las obras de esta nueva etapa siguen siendo fotomontajes aunque su elaboración se fundamenta en la fotografía digital y las técnicas de edición de imágenes asociadas. En 2011 realiza una exposición en el Museo de la Ciudad de Murcia con el título "Retratos de Murcia en un día de lluvia: Iglesias".